# Omloop van het Waasland 2001
De 37e editie van de Belgische wielerwedstrijd Omloop van het Waasland vond plaats op 18 maart. De start en finish vonden plaats in Kemzeke. De winnaar was Martin van Steen, gevolgd door Wilfried Cretskens en Franck Pencolé.

## Uitslag
| Omloop van het Waasland 2001 |                        |                          |          |
| Plaats                       | Naam                   | Ploeg                    | Tijd     |
| Winnaar                      | Martin van Steen       | Bankgiroloterij-Batavus  | 4u33'17" |
| 2                            | Wilfried Cretskens     | Domo-Farm Frites         | 10"      |
| 3                            | Franck Pencolé         | Big Mat-Auber            | z.t.     |
| 4                            | Aart Vierhouten        | Rabobank                 | z.t.     |
| 5                            | David Tani             | Mapei-Quick Step         | z.t.     |
| 6                            | Bert Hiemstra          | Bankgiroloterij-Batavus  | 45"      |
| 7                            | Patrick Van Roosbroeck |                          | 53"      |
| 8                            | Martijn Alberts        | Willebrord W.V.          | z.t.     |
| 9                            | Jurgen Diependaele     | St.Martinus CT           | z.t.     |
| 10                           | Arv Hvam               | Glud & Marstrand Horsens | z.t.     |

1965 · 1966 · 1967 · 1968 · 1969 · 1970 · 1971 · 1972 · 1973 · 1974 · 1975 · 1976 · 1977 · 1978 · 1979 · 1980 · 1981 · 1982 · 1983 · 1984 · 1985 · 1986 · 1987 · 1988 · 1989 · 1990 · 1991 · 1992 · 1993 · 1994 · 1995 · 1996 · 1997 · 1998 · 1999 · 2000 · 2001 · 2002 · 2003 · 2004 · 2005 · 2006 · 2007 · 2008 · 2009 · 2010 · 2011 · 2012 · 2013 · 2014 · 2015 · 2016 · 2017 · 2018 · 2019 · 2020 · 2021 · 2022 · 2023 · 2024